# Canal+ Discovery
Canal+ Discovery était une chaîne de télévision polonaise des groupes NC+ et Discovery qui avait pour but de diffuser seulement des documentaires.
Le 1er juin 2019, elle est remplacée par Canal+ Dokument.

## Ancien logo

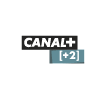
Logo du projet Canal+ [+2], annulé avant même son lancement et remplacé par Canal+ Discovery